# Houdemont (Meurthe i Mosel·la)
Houdemont és un municipi francès situat al departament de Meurthe i Mosel·la i a la regió del Gran Est. L'any 2007 tenia 2.469 habitants.

## Demografia

### Població
El 2007 la població de fet de Houdemont era de 2.469 persones. Hi havia 892 famílies, de les quals 152 eren unipersonals (42 homes vivint sols i 110 dones vivint soles), 306 parelles sense fills, 391 parelles amb fills i 43 famílies monoparentals amb fills.
La població ha evolucionat segons el següent gràfic:
Habitants censats

### Habitatges
El 2007 hi havia 940 habitatges, 916 eren l'habitatge principal de la família, 2 eren segones residències i 22 estaven desocupats. 788 eren cases i 151 eren apartaments. Dels 916 habitatges principals, 751 estaven ocupats pels seus propietaris, 154 estaven llogats i ocupats pels llogaters i 11 estaven cedits a títol gratuït; 5 tenien una cambra, 28 en tenien dues, 71 en tenien tres, 153 en tenien quatre i 658 en tenien cinc o més. 800 habitatges disposaven pel capbaix d'una plaça de pàrquing. A 374 habitatges hi havia un automòbil i a 495 n'hi havia dos o més.

### Piràmide de població
La piràmide de població per edats i sexe el 2009 era:
| Homes | Edats   | Dones |
| ----- | ------- | ----- |
| 0     | 95 o +  | 0     |
| 0     | 90 a 94 | 0     |
| 0     | 85 a 89 | 4     |
| 8     | 80 a 84 | 16    |
| 32    | 75 a 79 | 32    |
| 24    | 70 a 74 | 32    |
| 52    | 65 a 69 | 44    |
| 48    | 60 a 64 | 52    |
| 44    | 55 a 59 | 52    |
| 112   | 50 a 54 | 92    |
| 92    | 45 a 49 | 92    |
| 100   | 40 a 44 | 112   |
| 112   | 35 a 39 | 108   |
| 76    | 30 a 34 | 88    |
| 32    | 25 a 29 | 36    |
| 57    | 20 a 24 | 64    |
| 92    | 15 a 19 | 88    |
| 112   | 10 a 14 | 132   |
| 88    | 5 a 9   | 100   |
| 80    | 0 a 4   | 60    |

## Economia
El 2007 la població en edat de treballar era de 1.658 persones, 1.180 eren actives i 478 eren inactives. De les 1.180 persones actives 1.093 estaven ocupades (570 homes i 523 dones) i 87 estaven aturades (41 homes i 46 dones). De les 478 persones inactives 149 estaven jubilades, 242 estaven estudiant i 87 estaven classificades com a «altres inactius».

### Ingressos
El 2009 a Houdemont hi havia 913 unitats fiscals que integraven 2.453,5 persones, la mediana anual d'ingressos fiscals per persona era de 23.801 €.

### Activitats econòmiques
Dels 215 establiments que hi havia el 2007, 1 era d'una empresa alimentària, 1 d'una empresa de fabricació de material elèctric, 12 d'empreses de fabricació d'altres productes industrials, 18 d'empreses de construcció, 102 d'empreses de comerç i reparació d'automòbils, 3 d'empreses de transport, 21 d'empreses d'hostatgeria i restauració, 5 d'empreses d'informació i comunicació, 7 d'empreses financeres, 4 d'empreses immobiliàries, 17 d'empreses de serveis, 14 d'entitats de l'administració pública i 10 d'empreses classificades com a «altres activitats de serveis».
Dels 35 establiments de servei als particulars que hi havia el 2009, 2 eren oficines bancàries, 1 taller de reparació d'automòbils i de material agrícola, 5 paletes, 2 guixaires pintors, 4 fusteries, 2 lampisteries, 1 electricista, 1 empresa de construcció, 4 perruqueries, 1 veterinari i 12 restaurants.
Dels 57 establiments comercials que hi havia el 2009, 1 era, 1 un hipermercat, 1 un supermercat, 1 una carnisseria, 22 botigues de roba, 3 botigues d'equipament de la llar, 5 sabateries, 1 una sabateria, 3 botigues de mobles, 6 botigues de material esportiu, 2 botigues de material de revestiment de parets i terra, 2 drogueries, 3 perfumeries, 5 joieries i 1 una joieria.

## Equipaments sanitaris i escolars
L'únic equipament sanitari que hi havia el 2009 era una farmàcia.
El 2009 hi havia 1 escola maternal i 1 escola elemental.

## Poblacions més properes
El següent diagrama mostra les poblacions més properes.